# Det Nye Testamentes kanon
Det Nye Testamentes kanon er den gruppe af bøger, som blev set som autoritative af den kristne kirke og kom med i Det Nye Testamente. Udvælgelsen strakte sig over ca. 300 år: fra begyndelsen af 100-tallet til omkring 400 e.Kr. og resulterede i den nuværende samling på 27 skrifter. En stor del af bøgerne blev meget tidligt anerkendt, men enkelte skrifter var der længe usikkerhed om, og det blev først vedtaget på kirkemødet i Hippo år 393. De skrifter, der blev anerkendt, er siden opfattet som kirkens norm for forkyndelse og lære.

## Autoritet
Grundlaget for kanondannelsen er den autoritet, som skrifterne hurtigt fik. Jesus gav ifølge evangelierne apostlene autoritet til at vidne om "alt det, han havde lært dem" (Matt 28,18), og denne autoritet er tydelig gennem en mængde af de ny testamentlige skrifter. Tidligt tyder det på, at Jesus-overleveringer er brugt i gudstjenesterne f.eks. i forbindelse med nadveren (1 Kor 11,26). Og særligt overleveringerne om Jesu død og opstandelse (1 Kor 15,3-4) har været fremtrædende. På samme måde blev apostlenes skrifter ligesom den mundtlige overlevering snart betragtedes som hellige og autoritative.
Polykarp (år 115) refererede ofte til både gammeltestamentlige og nytestamentlige skrifter med ordene "som det er sagt i skrifterne" og Justin Martyr bruger udtrykket "det er skrevet", når han referer til evangelierne. Det viser, at apostlenes lære blev anset som på lige fod med Det Gamle Testamente.
Justin skriver ligeledes i sin første apologi (1.67), om hvordan apostlenes skrifter blev brugt i gudstjenesten side om side med Det Gamle Testamente:
| „ | "Og på den dag der kaldes søndag, er der et møde for alle dem, som bor i byerne eller på landet, og apostlenes erindringer og profeternes skrifter bliver læst så længe, som tiden tillader. Når så læseren er stoppet, giver forstanderen formaninger og opfordringer til at efterligne disse gode ting" | “ |

## Historie

### Tilblivelse og begyndende samling
I kirkens spæde begyndelse var der så mange øjenvidner til begivenhederne om Jesus, at nedskrivning sikkert ikke var så nødvendig. Spørgsmål om hvornår og hvem der nedskrev de forskellige skrifter er debatteret. Apostlen Paulus begyndte at skrive breve til forskellige menigheder omkring år 50, dvs. ca. 20 år efter Jesus. Derudover har vi andre skrifter, hvori apostlene vejledte og underviste de nye menigheder i læren. Efterhånden som øjenvidnerne døde, fik man brug for at nedskrive begivenhederne omkring Jesu liv og lære, og derved er skrifterne blevet til.
I slutning af første århundrede sker der en bevægelse i retning af en egentlig kanonsamling, f.eks. en samling af de fire evangelier, som sammen blev kaldt evangeliet; og hvor hvert evangelium fik overskrifter efter, hvem forfatteren nok var som "ifølge Markus" (gr. kata Markon). Ligeledes skete en samling af Pauli breve, som alle fik titlen Apostelen, og hver skrift blev benævnt efter modtageren f.eks. "til Galaterne" (gr Pros Galatas). Det resulterede i en grundstamme af historiske beretninger og opbyggelige breve, som blev samlet før år 200 e. Kr..

### De apostolske fædre
De apostolske fædre er en række betydelige kristne skrifter, der afspejler det 2. århundredes første årtiers syn på de nytestamentlige skrifter. Det er tydeligt, at der hyppigt bruges materiale herfra, både med mere eller mindre ordrette citater og et skriftsprog tydeligt præget af nytestamentlig stil, særligt fra Paulus' breve. De må tidligt have haft stor autoritet. Hos de apostolske fædre møder vi også skelnen mellem Det Gamle og Det Nye Testamente (henholdsvis "bøgerne" og "apostlene") (1 Clement 14,2). De apostolske fædre gjorde også brug af skrifter, som ikke kom med i kanon, og som i dag kaldes for de Nytestamentlige apokryfer.

### Markion
Selv om kanondannelsen var ved at tage form, kom den videre, da Markion begyndte at indføre en gnostisk teologi og afviste Det Gamle Testamente og de fleste nytestamentlige skrifter (på nær en bearbejdet udgave af Lukasevangeliet og ti af Paulus' breve (fraregnet pastoralbrevene)). Dette gjorde det nødvendigt for kirkens ledere som et modtræk at definere NT's kanon mere klar. Hovedpunkterne i svaret til Markion var, at evangeliet ikke består af én, men fire bøger, at Paulus' breve tæller 13 breve, og at Apostelenes Gerninger også hørte med .

### Frem til år 200 e. Kr.
I tiden omkring og efter Markion dukkede en række evangelieskrifter frem, som gjorde brug af stof fra de synoptiske evangelier med esoteriske træk. Det gjorde det nødvendig med en præcisering af kanon. Derfor dukkede der en del oversigter af det Ny Testamentes skrifter. I 1740 fandt man et manuskript fra ca. 130 med optegnelse over autoritative skrifter (Muratorianum), og den er den tidligste oversigt over kanoniske tekster. Irenæus giver sin liste i skriftet "Mod kætterne" (III,11,8). Derved lå en klar grundstamme fast omkring år 200 e.Kr. Nogle skrifter (særligt de såkaldte katolske skrifter og Hebræerbrevet) var omstridt. Men der var ikke uenighed om de fire evangelier, Apostlenes Gerninger, Paulus og andres breve og Johannes' Åbenbaring.
|                          | Murator. | Irenæus | Tertullian | Clemens | Hippolyt | Origenes | Eusebius | Mommsen | Athanasius |
| ------------------------ | -------- | ------- | ---------- | ------- | -------- | -------- | -------- | ------- | ---------- |
| Årstal                   | ca. 130  | ca. 185 | ca. 200    | ca. 220 | ca. 230  | ca. 250  | ca. 300  | ca. 360 | 367        |
| Paulus' Brev til Filemon |          | ÷       |            |         | ÷        |          |          |         |            |
| Hebræerbrevet            | ÷        | ÷       | ÷          |         | ÷        |          |          | ÷       |            |
| Jakobs Brev              | ÷        | ÷       | ÷          | ÷       | ÷        | ?        | ?        | ÷       |            |
| 1. Peters Brev           | ÷        |         |            |         |          |          |          |         |            |
| 2. Peters Brev           | ÷        | ÷       | ÷          | ÷       |          | ?        | ?        | ()      |            |
| 2. Johannes' Brev        |          |         | ÷          | ÷       | ÷        | ?        | ?        | ()      |            |
| 3. Johannes’ Brev        | ÷        | ÷       | ÷          | ÷       | ÷        | ?        | ?        | ()      |            |
| Judas' Brev              |          | ÷       |            |         | ÷        | ?        | ?        | ÷       |            |
| Peters Åbenbaring        | ?        | ÷       |            | ÷       | ÷        | ÷        | ÷        | ÷       | ÷          |
| Didaké                   | ÷        | ÷       | ÷          |         | ÷        | ?        | ÷        | ÷       | ÷          |
| Hermas Hyrden            | ÷        |         | ?          |         | ÷        | ?        | ÷        | ÷       | ÷          |

### Afslutningen på NT's kanon
Den første liste med de 27 bøger, som også i dag findes i NT, kom fra Alexandrias biskop Athanasius i hans påskebrev til menighederne i 367 e.Kr. Kort derefter bekræfter Hieronimus og Augustin dette fra vestligt side, og ved et vestligt kirkemøde i Hippo 393 tilsluttede hele den vestlige del af kirken sig til denne afgrænsning af 27 bøger, som de findes i dag. De østlige kirke har ikke haft et lignende møde, hvor spørgsmålet en gang for alle blev afgjort, men de fleste kirker har haft de samme 27 skrifter i deres kanon: Tidligere havde f.eks. Den syriske kirke kun 22 skrifter (manglede 2 Pet, 2-3 Joh, Jud og Åb), og Den Etiopiske kirkes kanon var mere løs og indeholdt flere kirkelige skrifter.

## Kriterier
Da kanon skulle udvælges og afgrænses, var der en række kriterier:
- For det første skulle de være skrevet af et førstehåndsvidne eller på vegne af et ("Det apostolske princip"),

- for det andet skulle det være anerkendt i hele kirken ("Katolicitets-princippet"), og

- for det tredje måtte skriftet ikke indeholde ny eller anden lære end De Hellige Skrifter (Ortodoksi-princippet).[5]

### Det apostolske princip
Apostolsk forfatterskab spillede en særlig rolle, da det var netop apostlene, Jesus havde givet særlig autoritet. Det er også derfor, der i det 2. århundrede vældede en mængde pseudopigrafiske skrifter frem, der hævdedes at være skrevet af en apostel. Dog var det ikke det eneste kriterium: både Hebræerbrevet og Markus- og Lukasevangeliet har ikke navn af en apostel. Hermas Hyrden og Didaké nød stor anseelse, men da de var skrevet efter apostolsk tid, kunne de ikke komme med.

### Det katolske princip
Gudstjenestelig brug og almindelig udbredelse var vigtig og blev ofte afgørende for, om et skrift skulle høre med til kanon. Det var en af grundene til, at mindre skrifter som de katolske breve først blev anerkendt senere. De gnostiske skrifter kunne ikke opfylde dette, da de kun var tilgængelige for en elite af gnostikere og ikke almindelige kirkegængere.

### Det ortodokse princip
Som kriterium var det vigtig at skriftet stemte overens med apostolsk lære, og dette kriterium var vigtig især for de skrifter, der ikke var skrevet af apostle som f.eks. Hebræerbrevet.

## Rækkefølgen
Rækkefølgen varierer lidt i forskellige bibeludgaver. Normalt er de fire evangelier, Apostlenes Gerninger, Paulus' 13 breve, Hebræerbrevet, de katolske breve og til sidst Johannes Åbenbaring. Evangeliernes rækkefølge skyldes den oldkirkelige datering, hvor Matthæusevangeliet blev set som det ældste. Lukasevangeliet og Apostlenes Gerninger (Acta) hører sammen som et historieværk, men blev delt, så de fire evangelier kom til at stå sammen med AG bagefter. Det virker til, at Paulus' breve er ordnet med det længste forrest. Hebræerbrevet blev som et brev af Paulus o.a. hæftet på til sidst. Så kom de katolske breve, og Johannes Åbenbaring dannede en naturlig afslutning på det Nye Testamente med verdens ende og tilsynekomsten af den nye jord.
Slaviske bibelversioner har lagt afdelingen med katolske breve lige efter Apostlenes Gerninger og først derefter Paulus' breve og Hebræerbrevet. Den etiopiske kirke har sat Jakobsbrevet efter brevene fra Peter og Johannes.